# GSC3726-438
GSC3726-438 — хімічно пекулярна зоря спектрального класу A3, що має видиму зоряну величину в смузі V приблизно 11,5.